# Río San Fernando
Le fleuve Río San Fernando ou Río Conchos est un fleuve du Mexique s'écoulant essentiellement dans l'État du Tamaulipas. Il prend sa source dans la chaîne de montagnes de la Sierra Madre orientale, dans l'État de Nuevo León, à une altitude de 3747 mètres. Il traverse ensuite d'ouest en est l'État de Tamaulipas et termine sa course dans la lagune de Laguna Madre, avant de rejoindre le golfe du Mexique par un chenal, dans la municipalité de San Fernando.